# محاكمة دوروثي تالبي
محاكمة دوروثي تالبي (توفيت عام 1638) هي مثال أمريكي مبكر لإعدام امرأة مريضة عقليًا بتهمة القتل، في وقت كان فيه التعامل مع الأشخاص المصابين بأمراض عقلية بنفس الطريقة التي يُعامَل بها المجرمون العاديون.
أُعدمت تالبي شنقا سنة 1639 بتهمة قتل ابنتها البالغة من العمر ثلاث سنوات، وزعمت أن الله أمرها بذلك. على الرغم من أن الحاكم البيوريتاني جون وينثروب من مستعمرة خليج ماساتشوستس اعتبر أن تالبي تعرضت لمس شيطاني، لكن عقوبة القتل حينها كانت الإعدام.

## الظروف
كانت دوروثي تالبي عضوة في الكنيسة في مدينة سالم بمُستعمرة خليج ماساتشوستس، لكنها أصبحت فيما بعد تعاني من الاكتئاب مع نوبات من العنف. نسب الحاكم جون وينثروب يأس المرأة إلى الأوهام أو "اضطراب العقل"، الناجم عن "الوقوع في خلاف مع زوجها، حتى أنها حاولت في بعض الأحيان قتله، وقتل أطفالها، وقتل نفسها، من خلال رفض تناول اللحوم، قائلة إن هذا قد تم الكشف عنها لها ... من خلال الوحي الذي يعتقد أنه كان من الشيطان." ووصف كيف حاول أعضاء الكنيسة التدخل.
بعد عدم انصياعها لتحذيرات شيوخ الكنيسة، تقرر طرد تالبي من الكنيسة. فشلت في الحضور أمام المحكمة الفصلية، كما أمرت بذلك في أبريل/نيسان 1637، بتهمة الاعتداء على زوجها. أمرت بربطها وتقييدها بعمود حتى يتغير سلوكها. في يوليو 1637 تعرضت للجلد علنًا بسبب مخالفات أخرى ارتكبتها ضد زوجها. على الرغم من أنها بدت وكأنها تتحسن لفترة من الوقت، إلا أن تالبي سقطت مرة أخرى في حالة من اليأس.
في نوفمبر 1638، قتلت دورثي تالبي ابنتها عن طريق كسر رقبتها. واعترفت لاحقًا بهذا الفعل واتهمت بتهمة بالقتل العمد. في محاكمتها، كانت تالبي غير متعاونة، ورفضت التحدث حتى هددها الحاكم وينثروب بوضع الحجارة على صدرها، وفي هذه المرحلة اعترفت بجريمتها. رفضت التوبة أثناء محاكمتها وقبل إعدامها، وظلت تقاوم بقوة قبيل تنفيذ حكم الإعدام في حقها. أزالت غطاء القماش من على رأسها ووضعته تحت المشنقة لتخفيف الألم، وحتى عندما كانت تتأرجح من المشنقة، حاولت التمسك بسلم لإنقاذ نفسها.

## الدلالة
في عام 1637، كان القانون الاستعماري الأمريكي فيما يتعلق بالقتل يتبع القانون العام الإنجليزي، والذي كان مقتبسا مما ورد في الكتاب المقدس. في الكتاب المقدس، ذُكر بصراحة بأن عقوبة القتل العمد هي الموت (أي شخص يقتل شخصًا آخر "بغضب أو قسوة عاطفية" يجب أن يُحكم عليه بالإعدام)، وقد كان قانون ولاية ماساتشوستس يتبع سفر الخروج واللاويين والأعداد. لم يفرق القانون العام في ولاية ماساتشوستس بين الجنون والسلوك الإجرامي. كانت العقوبة القانونية الوحيدة المطبقة على دوروثي تالبي هي الموت.
في 1641، أُسست مجموعة الحريات في ماساتشوستس كخطوة أولى نحو تطوير جسم قانوني لمستعمرة خليج ماساتشوستس. وقد نصت على ما يلي، بحيث تُعطى بعض الاعتبارات للمواقف الخاصة، على الرغم من أنها أتت بعدما حصل لدوروثي تالبي: "يجب أن يتمتع الأطفال، والأغبياء، والأشخاص المشتتون، وكل الغرباء، أو الوافدين الجدد إلى مزرعتنا، بمثل هذه المخصصات والإعفاءات في أي قضية سواء كانت جنائية أو أخرى حسبما يقتضيه الدين والعقل".

## روابط خارجية
- سيلفيا ر. فراي، ماريان ج. مورتون. عالم جديد، أدوار جديدة: تاريخ وثائقي عن المرأة في أمريكا ما قبل الصناعية، دار نشر جرينوود، 1986؛ كتب جوجل.
- نانسي ف. كوت. شجاعة لا يستهان بها: تاريخ المرأة في الولايات المتحدة، مطبعة جامعة أكسفورد، 2000؛ كتب جوجل.
- دولوريس بيكون، كنائس نيو إنجلاند القديمة وأطفالها، نيويورك: دبلداي، بيج وشركاه، 1906، ص 17. متوفر على أرشيف الإنترنت.
- آرثر ب. إليس، تاريخ أول كنيسة في بوسطن، 1630-1880 ، بوسطن: هول آند وايتينج، 1881، ص 72.